# ぷよぷよハッピー!!
『ぷよぷよハッピー！！』は、セガ エックスディーが企画・制作し、2025年8月8日にYouTubeにて公開された未就学児向け知育IP。また、本作で登場するぷよぷよは、パズルゲームシリーズ（ぷよぷよシリーズ）におけるブロックとして登場するスライムタイプのモンスターの名前でもある。
どちらも縮めて「ぷよ」と呼ばれている。